# Xacal de llom negre
El xacal de llom negre (Canis mesomelas) és una espècie de mamífer carnívor de la família dels cànids. El seu hàbitat natural són les sabanes africanes.
Assoleix la maduresa sexual a l'edat d'un any. Té ventrades d'entre quatre i vuit cries, que neixen després d'un període de gestació d'aproximadament dos mesos. Els adults pesen 10-15 kg i mesuren 80-100 cm, amb una cua d'uns 20 cm.
És una de les espècies de mamífers no humans en els quals s'ha documentat el fenomen de l'altruisme.